# Kari Jensen
 Der er for få eller ingen kildehenvisninger i denne artikel, hvilket er et problem. Du kan hjælpe ved at angive troværdige kilder til de påstande, som fremføres i artiklen.

Kari Jensen (født 18. juli 1977) er en norsk bokser som er født i Harstad. Hun repræsenterer Oslo Bokseklubb. Jensen er Europas bedste bokser i sin vægtklasse.

## Meritter
- EM – guld
- EM – sølv
- EM – bronze

Hun er også norsk og nordisk mester i boksning.